# Jiří Hálek
Jiří Hálek, właśc. Hugo Frischmann (ur. 10 września 1930 w Pradze, zm. 18 grudnia 2020) – czechosłowacki i czeski aktor teatralny, filmowy i telewizyjny.
Po studiach na Wydziale Teatralnym Akademii Sztuk Scenicznych w Pradze pracował początkowo w teatrze w Ostrawie, a następnie w Mladej Boleslavi, skąd przeszedł do praskich teatrów Paravan i Činoherní klub.

## Filmografia
- 1966: Pociągi pod specjalnym nadzorem (Ostře sledované vlaky) jako pisarz sądowy
- 1968: Zbrodnia w nocnym klubie (Zločin v šantánu) jako strażak
- 1968: Palacz zwłok (Spalovač mrtvol) jako ramiarz Holý
- 1970: Panowie, zabiłem Einsteina (Zabil jsem Einsteina, pánové!) jako człowiek z wąsami
- 1970: Przypadek dla początkującego kata (Případ pro začínajícího kata) jako komendant
- 1976: Mareczku, podaj mi pióro! (Marečku, podejte mi pero!) jako dyrektor szkoły
- 1976: Trzydzieści przypadków majora Zemana (30 případů majora Zemana) jako Pavel Reiman (odcinek serialu)
- 1978: Hop – i jest małpolud (Hop – a je tu lidoop) jako Pavlík, ojciec Ondry
- 1981: Kelner, płacić! (Vrchní, prchni!) jako prof. Přikryl
- 1982: Jak świat traci poetów (Jak svět přichází o básníky) jako redaktor Hrdlička
- 1983: Zbyt późne popołudnie Fauna (Faunovo velmi pozdní odpoledne) jako Josef
- 1983: Serdeczne pozdrowienia z Ziemi (Srdečný pozdrav ze zeměkoule) jako kierownik samoobsługi
- 1983: Jara Cimrman śpi (Jára Cimrman ležící, spící) jako Antoni Czechow
- 1984: Anielska diablica (Anděl s ďáblem v těle) jako urzędnik
- 1985: Sławne historie zbójeckie (Slavné historky zbojnické) jako więzień (odcinek serialu)
- 1987: Jak poetom smakuje życie (Jak básníkům chutná život) jako redaktor Hrdlička
- 1988: Anioł uwodzi diabła (Anděl svádí ďábla) jako Bína, gość kabaretu
- 1990: Czuły barbarzyńca (Něžný barbar) jako mężczyzna w sklepie militarnym
- 1993: Powrót Arabeli (Arabela se vrací aneb Rumburak králem říše pohádek) jako dziekan
- 2003–2004: Szpital na peryferiach po dwudziestu latach (Nemocnice na kraji města po dvaceti letech) jako Vojír starszy